# Idursulfase
La idursulfasi con il marchio Elaprase è un farmaco della Shire Pharmaceuticals Group. usato per il trattamento della sindrome di Hunter, chiamata anche Mucopolisaccharoidosi di tipo II.
Si tratta di una forma purificata dell'enzima lisosomiale iduronato-2-solfatasi, prodotto mediante tecnologia del DNA ricombinante su una linea cellulare umana.
È uno dei farmaci più costosi mai prodotti; la terapia annua costa, infatti, 375.000 dollari.

## Storia
L'8 gennaio 2007, l'EMEA ha autorizzato la Shire Human Genetic Therapies AB all'immissione in commercio per l'Elaprase, per tutta l'Unione europea.
Secondo la casa produttrice nel 2010 le vendite di ELAPRASE sono state pari a 404 milioni di dollari con una crescita sull'anno precedente del 14%.

## Farmacologia
Idursulfasi è una forma purificata dell'enzima iduronat-2-solfatasi ed è prodotto mediante la tecnologia del DNA ricombinante. Ha un peso molecolare di circa 76.000 dalton.
Idursulfasi agisce con meccanismi selettivi di legame sul recettore per il mannosio-6-fosfato. Seguito da una interiorizzazione dello stesso da parte delle cellule, esso viene riallocato all'interno dei lisosomi cellulari, in modo da limitare la distribuzione della proteina. La degradazione delle idursulfasi è un meccanismo ben compreso che permette la produzione di piccoli peptidi e aminoacidi.
Non vi sono differenze nei parametri di farmacocinetica dopo 27 settimane di trattamento; a seguito di somministrazioni di 0,5 mg / kg settimanali con una infusione di 3 ore.
I parametri farmacocinetici rilevati sono:
- Cmax (μg/ml)
  - I sett. 1.5 (0.6)
  - XXVII sett. 1.1 (0.3)
- AUC (min* μg/ml)
  - I sett. 206 (87)
  - XXVII sett. 169 (55)
- T1/2 (min)
  - I sett.44 (19)
  - XXVII sett.48 (21)

## Farmacodinamica
La sindrome di Hunter è una malattia legata al cromosoma X causato da insufficienti livelli di un enzima lisosomiale iduronato-2-solfatasi. La funzione dell'enzima iduronato-2-solfatasi è quella di catabolizzare i glicosaminoglicani (GAG) come il dermatan solfato e l'eparansolfato per scissione delle frazioni di solfato legate agli oligosaccaridi.
A causa della mancanza dell'enzima iduronato-2-solfatasi nei pazienti con sindrome di Hunter,
i glicosaminoglicani progressivamente si accumulano nelle cellule, con conseguente ingorgo cellulare, organomegalia, distruzione dei tessuti, e una progressiva disfunzione d'organo.
L'idursulfasi è una forma purificata dell'enzima lisosomiale iduronato-2-solfatasi, prodotto dalle cellule umane da una linea cellulare che è analoga a quella dell'enzima naturale.
L'idursulfasi viene secreta come una glicoproteina di 525 aminoacidi e contiene 8 siti di glicosilazione N-linked (azoto leganti) che sono occupati da catene di tipo complesso, con alto numero di oligosaccaridi di tipo mannosio. L'enzima ha un peso molecolare di circa 76 kD.
Il trattamento dei pazienti con sindrome di Hunter con Elaprase per via endovenosa restituisce con enzimi esogeni la fisiologica captazione nei lisosomi cellulari.

## Usi clinici

### In label
L'indicazione ufficialmente approvata è:
trattamento a lungo termine dei pazienti affetti da sindrome di Hunter (Mucopolisaccharidosi II, MPS II).

## Effetti collaterali
Gli effetti collaterali principali sono correlati all'infusione, che sono soprattutto le reazioni cutanee (rash, prurito, orticaria), piressia (febbre), mal di testa e ipertensione. Alcuni pazienti possono avere gravi reazioni allergiche. anche mortali,  con difficoltà respiratoria, ipossia, perdita di coscienza, edema della gola e della lingua.

## Dosi terapeutiche
Elaprase (2 mg / ml concentrato) è somministrato una volta alla settimana per via endovenosa per 3 ore con una dose di 0,5 mg / kg di peso corporeo. Questo periodo successivamente può essere gradualmente ridotto ad 1 ora se non vi sono state reazioni correlate all'infusione.

### Sovradosaggio
Effetti non conosciuti.

## Gravidanza e allattamento
Non è consigliato, sia in gravidanza che durante l'allattamento.

## Avvertenze
Va conservato in frigorifero a (2 °C – 8 °C).
La stabilità chimica e fisica della soluzione diluita è stata dimostrata per 8 ore a 25 °C.